# Willie Wise
Willie M. Wise (San Francisco, California, 3 de marzo de 1947) es un exjugador de baloncesto estadounidense que disputó siete temporadas en la ABA y dos más en la NBA. Con 1,96 metros de estatura, jugaba en la posición de alero.

## Trayectoria deportiva

### Universidad
Jugó durante dos temporadas en los Bulldogs de la Universidad de Drake, con quienes alcanzó en 1969 la Final Four en el Torneo de la NCAA, en la que cayeron ante los UCLA Bruins de Lew Alcindor, en un partido en el que Wise consiguió 13 puntos y 16 rebotes. En la actualidad es el cuarto mejor reboteador histórico de los Bulldogs, con 626 rebotes.
En el año 2009, su camiseta con el número 42 fue retirada por su universidad como homenaje a su carrera.

### Profesional
Fue elegido en la sexagésimo cuarta posición del Draft de la NBA de 1969 por San Francisco Warriors, per acabó firmando con Los Angeles Stars de la ABA. En su primera temporada en el equipo se ganó directamente la titularidad, siendo el máximo reboteador de su equipo, con 11,6 rebotes por partido, a los que añadió además 15,6 puntos, que le sirvieron para ser elegido en el mejor quinteto de rookies de la ABA.
Al año siguiente el equipo se trasladó a Salt Lake City, pasando a denominarse Utah Stars, y en su primera temporada en su nueva residencia ganaron el anillo de campeones, tras derrotar a los Kentucky Colonels en las Finales. Wise promedió esa temporada 15,8 puntos y 9,8 rebotes por partido.
La temporada 1971-72 sería sin duda la mejor de toda su carrera profesional. Promedió 23,2 puntos y 10,6 rebotes por partido, solo superado en su equipo en ambas estadísticas por Zelmo Beaty, anotó 20 o más puntos en 31 partidos consecutivos, acabó en décima posición entre los mejores reboteadores de la liga, fue incluido en el segundo mejor quinteto del campeonato, y disputó su primer All-Star Game, en el que logró 15 puntos y 9 rebotes. Además de todo ello, logró su mejor registro anotador de toda su carrera, al conseguir 50 puntos ante Kentucky Colonels.
La temporada 1972-73 la terminaría como máximo anotador del equipo, con 22,0 puntos por partido, además de conseguir 8,2 rebotes. Fue incluido en el mejor quinteto defensivo de la ABA, galardón que se instauraba esa temporada, y disputó su segundo All-Star Game, disputado en casa, en Salt Lake City, siendo el máximo anotador del partido con 26 puntos.
Al año siguiente volvió a ser uno de los jugadores más determinantes de la liga. Volvió a liderar al equipo en anotación, con 22,3 puntos por partido, en una temporada en la que alcanzaron nuevamente las Finales, en las que cayeron ante los New York Nets, volvió a ser incluido en el segundo mejor quinteto de la liga, y también en el mejor quinteto defensivo.
En 1974 fue traspasado a los Virginia Squires por 300.000 dólares. Pero no tuvo suerte en su nuevo equipo. En su primera temporada, debido a las lesiones solo pudo disputar 16 partidos, en los que promedió 20,9 puntos y 6,4 rebotes, y al año siguiente se perdió casi la mitad de la temporada por la misma razón. Ese año la ABA se fusionó con la NBA, pero los Squires desaparecieron como equipo. Wise fue uno de los 6 únicos jugadores de la historia de la competición en promediar más de 19 puntos y 9 rebotes por partido, junto con Artis Gilmore, Dan Issel, George McGinnis, Julius Erving y Zelmo Beaty.
Los Warriors, que tenían sus derechos en la NBA, los traspasaron a Denver Nuggets a cambio de una futura cuarta ronda del draft. En su nuevo equipo tuvo que conformarse con el papel de suplente de Bobby Jones, promediando 8,2 puntos y 3,4 rebotes por partido. Al año siguiente fue traspasado, junto con Paul Silas y Marvin Webster a Seattle SuperSonics a cambio de Tom Burleson, Bob Wilkerson y una ronda del draft, pero tras disputar dos partidos fue despedido, retirándose definitivamente.
En 1997 fue uno de los 30 jugadores elegidos en el mejor equipo de todos los tiempos de la ABA.

## Estadísticas de su carrera en la NBA y la ABA

### Temporada regular
| Temporada | Edad | Equipo              | Liga  | P   | TIT | MIN  | TC  | TCA  | %TC  | 3P  | 3PA | %3P  | TL  | TLA | %TL  | R.OF. | R.DEF. | REB  | ASIS | ROB | TAP | PER | FP  | PTS  |
| 1969-70   | 22   | Los Angeles Stars   | ABA   | 82  |     | 33.0 | 5.9 | 12.4 | .476 | 0.0 | 0.2 | .235 | 3.4 | 5.2 | .651 | 3.5   | 8.2    | 11.6 | 2.5  |     |     | 2.3 | 3.7 | 15.2 |
| 1970-71   | 23   | Utah Stars          | ABA   | 82  |     | 32.6 | 6.0 | 12.9 | .464 | 0.1 | 0.2 | .294 | 3.8 | 5.7 | .668 | 3.7   | 6.1    | 9.8  | 2.5  |     |     | 2.2 | 3.6 | 15.8 |
| 1971-72   | 24   | Utah Stars          | ABA   | 84  |     | 39.3 | 8.8 | 17.5 | .505 | 0.1 | 0.2 | .333 | 5.5 | 7.5 | .725 | 3.4   | 7.3    | 10.6 | 3.4  |     |     | 3.4 | 3.6 | 23.2 |
| 1972-73   | 25   | Utah Stars          | ABA   | 83  |     | 37.7 | 8.1 | 16.9 | .479 | 0.0 | 0.2 | .167 | 5.7 | 7.3 | .784 | 2.6   | 5.6    | 8.2  | 3.3  |     |     | 2.8 | 3.3 | 22.0 |
| 1973-74   | 26   | Utah Stars          | ABA   | 82  |     | 40.1 | 8.7 | 17.8 | .490 | 0.0 | 0.2 | .125 | 4.8 | 6.1 | .790 | 2.1   | 5.5    | 7.6  | 3.7  | 1.4 | 0.5 | 2.5 | 3.0 | 22.3 |
| 1974-75   | 27   | Virginia Squires    | ABA   | 16  |     | 35.9 | 8.0 | 18.5 | .432 | 0.1 | 0.3 | .250 | 4.8 | 6.9 | .694 | 2.0   | 4.4    | 6.4  | 3.4  | 1.6 | 0.2 | 2.8 | 3.1 | 20.9 |
| 1975-76   | 28   | Virginia Squires    | ABA   | 46  |     | 29.2 | 5.4 | 12.9 | .415 | 0.0 | 0.1 | .000 | 2.9 | 3.8 | .771 | 1.9   | 3.8    | 5.7  | 2.7  | 1.2 | 0.3 | 2.7 | 2.9 | 13.7 |
| 1976-77   | 29   | Denver Nuggets      | NBA   | 75  |     | 18.7 | 3.2 | 6.8  | .462 |     |     |      | 1.9 | 2.9 | .651 | 1.0   | 2.4    | 3.4  | 1.9  | 0.8 | 0.2 |     | 2.4 | 8.2  |
| 1977-78   | 30   | Seattle SuperSonics | NBA   | 2   |     | 5.0  | 0.0 | 1.5  | .000 |     |     |      | 0.5 | 2.0 | .250 | 1.0   | 0.5    | 1.5  | 0.0  | 0.0 | 0.0 | 0.0 | 1.0 | 0.5  |
| Total     |      |                     | TOTAL | 552 |     | 33.4 | 6.7 | 14.2 | .475 | 0.0 | 0.2 | .219 | 4.1 | 5.7 | .724 | 2.6   | 5.7    | 8.3  | 2.9  | 1.2 | 0.3 | 2.6 | 3.2 | 17.6 |
|           |      |                     | ABA   | 475 |     | 35.8 | 7.3 | 15.4 | .477 | 0.0 | 0.2 | .219 | 4.5 | 6.1 | .730 | 2.9   | 6.2    | 9.1  | 3.1  | 1.4 | 0.4 | 2.6 | 3.4 | 19.2 |
|           |      |                     | NBA   | 77  |     | 18.4 | 3.1 | 6.7  | .459 |     |     |      | 1.9 | 2.9 | .644 | 1.0   | 2.3    | 3.3  | 1.8  | 0.8 | 0.2 | 0.0 | 2.4 | 8.0  |

### Playoffs
| Temporada | Edad | Equipo            | Liga  | P  | MIN  | TCA | TC   | 3PA | 3P | TLA | TL  | R.OF. | REB | ASIS | ROB | TAP | PER | FP  | PTS  | %TC  | %3P  | %FT  | MIN  | PTS  | REB  | AST |
| 1969-70   | 22   | Los Angeles Stars | ABA   | 12 | 237  | 50  | 97   | 0   | 2  | 15  | 31  |       | 64  | 23   |     |     | 17  | 30  | 115  | .515 | .000 | .484 | 19.8 | 9.6  | 5.3  | 1.9 |
| 1970-71   | 23   | UTS               | ABA   | 17 | 691  | 139 | 271  | 0   | 2  | 81  | 116 | 57    | 220 | 82   |     |     | 49  | 65  | 359  | .513 | .000 | .698 | 40.6 | 21.1 | 12.9 | 4.8 |
| 1971-72   | 24   | Utah Stars        | ABA   | 11 | 458  | 112 | 199  | 0   | 1  | 54  | 80  |       | 128 | 33   |     |     | 38  | 44  | 278  | .563 | .000 | .675 | 41.6 | 25.3 | 11.6 | 3.0 |
| 1972-73   | 25   | Utah Stars        | ABA   | 10 | 414  | 92  | 181  | 1   | 3  | 65  | 83  | 27    | 83  | 38   |     |     | 35  | 33  | 250  | .508 | .333 | .783 | 41.4 | 25.0 | 8.3  | 3.8 |
| 1973-74   | 26   | Utah Stars        | ABA   | 18 | 792  | 171 | 372  | 1   | 2  | 77  | 101 | 38    | 149 | 48   | 25  | 10  | 51  | 51  | 420  | .460 | .500 | .762 | 44.0 | 23.3 | 8.3  | 2.7 |
| 1976-77   | 29   | Denver Nuggets    | NBA   | 6  | 106  | 14  | 41   |     |    | 17  | 25  | 6     | 28  | 3    | 0   | 1   |     | 16  | 45   | .341 |      | .680 | 17.7 | 7.5  | 4.7  | 0.5 |
| Total     |      |                   | TOTAL | 74 | 2698 | 578 | 1161 | 2   | 10 | 309 | 436 | 128   | 672 | 227  | 25  | 11  | 190 | 239 | 1467 | .498 | .200 | .709 | 36.5 | 19.8 | 9.1  | 3.1 |
|           |      |                   | ABA   | 68 | 2592 | 564 | 1120 | 2   | 10 | 292 | 411 | 122   | 644 | 224  | 25  | 10  | 190 | 223 | 1422 | .504 | .200 | .710 | 38.1 | 20.9 | 9.5  | 3.3 |
|           |      |                   | NBA   | 6  | 106  | 14  | 41   |     |    | 17  | 25  | 6     | 28  | 3    | 0   | 1   |     | 16  | 45   | .341 |      | .680 | 17.7 | 7.5  | 4.7  | 0.5 |